# Rolf Hoppe
Pour les articles homonymes, voir Hoppe.
Rolf Hoppe (né le 6 décembre 1930 à Ellrich et mort le 14 novembre 2018 à Dresde) est un acteur allemand.

## Biographie
Ce fils d'un boulanger apprend d'abord le métier de son père puis est cocher de 1945 à 1948. Après avoir étudié le théâtre au conservatoire d'Erfurt, il devient gardien des animaux du cirque Aeros (de). Après des études en langues à l'Université Martin-Luther de Halle-Wittenberg, il obtient un engagement au Thalia Theater (de) à Halle puis au Theater der Jungen Welt (de) à Leipzig.
En 1961, il joue au Staatsschauspiel Dresden, entre 1970 et 1975 au Deutsches Theater de Berlin. Dans les années 1980, il tient le rôle de Mammons dans la pièce Jedermann au Festival de Salzbourg, ainsi qu'en Suisse, en Italie et en Chine.
Au cinéma, il débute en 1964 dans Die besten Jahre, un film dramatique de Günther Rücker avec Horst Drinda et Lissy Tempelhof et joue dans les productions de la Deutsche Film AG. Il se fait connaître internationalement avec le film Mephisto qui remporte l'Oscar du meilleur film en langue étrangère en 1982. Outre ses apparitions au cinéma et à la télévision, il prête aussi sa voix pour lire des contes aux enfants.
Rolf Hoppe est le directeur du Hoftheater de Dresde, un théâtre de chambre dans une ancienne ferme à Dresde-Weißig. En 1995, il fonde l'association, achète la ferme et en fait don à cette association.
Au château de Weesenstein (de), il lance un festival de trois jours de lecture et de musique et lit des contes de fées, des ballades et des histoires de fantômes.

### Famille
La plus jeune de ses deux filles est l'actrice Christine Hoppe (de).

## Distinction
Rolf Hoppe obtient la Croix d'officier de l'ordre du Mérite de la République fédérale d'Allemagne en 2010.

## Filmographie

### Cinéma
- 1964 : Die besten Jahre
- 1965 : Der Frühling braucht Zeit
- 1965 : Solange Leben in mir ist
- 1966 : Karla
- 1966 : Fräulein Schmetterling (de)
- 1967 : Frau Venus und ihr Teufel (de)
- 1968 : J'avais dix-neuf ans
- 1968 : Die Nacht im Grenzwald (de)
- 1968 : Hauptmann Florian von der Mühle (de)
- 1968 : Spur des Falken
- 1969 : Mohr und die Raben von London (de)
- 1969 : Les Loups blancs (Weiße Wölfe)
- 1969 : Jungfer, Sie gefällt mir (de)
- 1969 : Nebelnacht (de)
- 1970 : Erreur fatale (Tödlicher Irrtum)
- 1971 : Eolomea
- 1971 : Goya, l'hérétique (Goya - oder Der arge Weg der Erkenntnis)
- 1972 : Die gestohlene Schlacht (de)
- 1973 : Apachen
- 1973 : Die Hosen des Ritters von Bredow (de)
- 1973 : Trois Noisettes pour Cendrillon
- 1973 : Susanne und der Zauberring (de)
- 1973 : Das zweite Leben des Friedrich Wilhelm Georg Platow (de)
- 1974 : Orpheus in der Unterwelt (de)
- 1974 : Der nackte Mann auf dem Sportplatz
- 1974 : Für die Liebe noch zu mager?
- 1974 : Hans Röckle und der Teufel (de)
- 1974 : Kit & Co
- 1974 : Wie füttert man einen Esel (de)
- 1974 : Ulzana (de)
- 1974 : Leben mit Uwe
- 1975 : Ikarus (de)
- 1976 : Beethoven – Tage aus einem Leben de Horst Seemann : Ignaz Schuppanzigh
- 1976 : Das Licht auf dem Galgen (de)
- 1977 : Unterwegs nach Atlantis (de)
- 1977 : La Fuite (Die Flucht)
- 1978 : Ein Sonntagskind, das manchmal spinnt (de)
- 1980 : Levins Mühle (de)
- 1981 : Mephisto
- 1981 : Pugowitza (de)
- 1982 : Der lange Ritt zur Schule (de)
- 1982 : Die Gerechten von Kummerow (de)
- 1983 : Frühlingssinfonie
- 1984 : Ärztinnen
- 1984 : La Variante Grünstein (de)
- 1984 : Hälfte des Lebens (de)
- 1985 : Kaiser und eine Nacht
- 1985 : Die Gänse von Bützow (de)
- 1985 : Das Haus am Fluß
- 1986 : Caspar David Friedrich – Grenzen der Zeit
- 1987 : Johann Strauss, le roi sans couronne
- 1987 : Liane (de)
- 1988 : Der Bruch (de)
- 1988 : Ein brauchbarer Mann (de)
- 1988 : Melanios letzte Liebe (de)
- 1989 : Pestalozzis Berg
- 1990 : Bronsteins Kinder
- 1990 : Das Licht der Liebe (de)
- 1991 : Schtonk !
- 1992 : Brandnacht
- 1992 : La Loco
- 1993 : Mario et le Magicien
- 1994 : Le Pandore
- 1996 : Lorenz im Land der Lügner
- 1997 : Comedian Harmonists
- 1997 : Sterben ist gesünder
- 1998 : Palmetto
- 1999 : Hans im Glück (de)
- 2004 : Monsieur Zucker joue son va-tout
- 2009 : Piggies
- 2012 : Wir wollten aufs Meer

### Téléfilms
- 1973 : Die Zwillinge
- 1976 : Daniel Druskat
- 1978 : Volpone
- 1981 : Bahnwärter Thiel (de)
- 1983 : Martin Luther
- 1983 : Sachsens Glanz und Preußens Gloria (de)
- 1984 : Wer war Edgar Allan?
- 1985 : Irrläufer
- 1990 : Ende der Unschuld (de)
- 1992 : Das große Fest
- 1993 : Durchreise – Die Geschichte einer Firma (de)
- 1995 : Matulla und Busch (de)
- 1997 : Der Hauptmann von Köpenick
- 1997 : Zucker für die Bestie
- 1998 : Eine Sünde zuviel
- 1999 : Piège en sous-sol
- 2000 : Models
- 2000 : Victoire de l'amour (de)
- 2004 : Une île en héritage
- 2008 : Der Besuch der alten Dame (de)
- 2009 : So ein Schlamassel (de)
- 2009 : Eine Liebe in St.Petersburg
- 2011 : Linda geht tanzen
- 2012 : Spreewaldkrimi - Eine tödliche Legende
- 2013 : Die letzte Instanz

### Séries télévisées
- 1968–1970 : Ich – Axel Cäsar Springer (de)
- 1970 : Jeder stirbt für sich allein
- 1971–1973 : Die Brüder Lautensack
- 1975 : Polizeiruf 110: Die Rechnung geht nicht auf
- 1975 : Zur See (de) – Die Kollision
- 1977–79 : Das unsichtbare Visier (de)
- 1978 : Gefährliche Fahndung
- 1978 : Polizeiruf 110: Doppeltes Spiel
- 1981 : Feuerdrachen (de)
- 1982 : Rächer, Retter und Rapiere
- 1983 : Der Staatsanwalt hat das Wort (de): Nur einen Schluck
- 1985 : Der Staatsanwalt hat das Wort: Hubertusjagd
- 1992 : Section K3 (de) – Halali für einen Jagdfreund
- 1993 : Das Traumschiff (de)- Indien und Malediven
- 1993 : Rosamunde Pilcher – Stürmische Begegnung
- 1994 : La piovra 7 - Indagine sulla morte del commissario Cattani
- 1994 : Tatort: Der schwarze Engel
- 1995 : Rex, chien flic – Coup monté
- 1996 : Tatort: Der Spezialist
- 1996 : Polizeiruf 110: Kurzer Traum
- 1996 : Tatort: Parteifreunde
- 1997 : Tatort: Tödlicher Galopp
- 1998 : Klemperer – Ein Leben in Deutschland (de)
- 1999 : Rosamunde Pilcher – Klippen der Liebe
- 2000 : Das Traumschiff - Neuseeland
- 2000 : Les Enquêtes du professeur Capellari - Milenas Bücher
- 2001 : Der Bulle von Tölz (de) – Der Liebespaarmörder
- 2001 : Le Dernier Témoin - Der heilige Krieg
- 2001 : SOKO Kitzbühel (de) – Der Clan
- 2003 : Tatort: Der schwarze Troll
- 2003 : Wilsberg – Tod einer Hostess
- 2004 : Commissaire Brunetti – Entre deux eaux
- 2006 : SOKO Kitzbühel - Mörderische Schnitzeljagd
- 2007 : Section enquêtes criminelles - La Dernière lettre
- 2007 : Giganten – Goethe – Magier der Leidenschaften
- 2007 : Commissario Laurenti – Tod auf der Warteliste
- 2010 : Küstenwache (de) - Ein falscher Tod